# Начальник Чукотки
«Начальник Чукотки» (рос. «Начальник Чукотки») — радянський чорно-білий широкоекранний художній фільм-комедія, поставлений на Ленінградської ордена Леніна кіностудії «Ленфільм» в 1966 році режисером Віталієм Мельниковим. Прем'єра фільму в СРСР відбулася 17 квітня 1967 року.

## Зміст
Початок 20-тих років у СРСР. На Чукотку відправляють комісара Глазкова і його писаря Альошу з метою почати становлення місцевої радянської влади в цьому віддаленому регіоні. Та Глазков гине під час подорожі і молодий Альоша тепер бере на себе весь тягар відповідальності. Надалі він відповідає за те, щоб Чукотка стала повноцінною частиною радянської держави.

## Ролі
- Михайло Кононов — Олексій Михайлович Бичков - начальник Чукотки (згідно з мандатом)
- Олексій Грибов — колезький реєстратор Тимофій Іванович Храмов
- Геннадій Данзанов — Вуквутагіна, він же Вовка
- Микола Волков-ст. — американець Містер Стенсон і К°

- «Наші»:
  - Йосип Конопацький — товариш Глазков
  - Анатолій Абрамов — орденононосец, наймач іноземних робітників
  - В'ячеслав Романов - комсомолець в поїзді (в титрах зазначений як — Р. Романов)
- «Контра» (внутрішня):
  - Костянтин Адашевський — купець Брюханов
  - Михайло Васильєв — Федька
  - Анатолій Королькевич — військовий міністр
  - Георгій Куровський — міністр юстиції
  - Оскар Лінд — провідний засідання уряду
  - Павло Панков — полковник Пєтухов
  - Ігор Боголюбов — офіцер (в титрах не вказаний)
  - Лев Степанов — член уряду Чукотки (в титрах не вказаний)
  - Аркадій Трусов — козак (в титрах не вказаний)
- «Контра» (зовнішня):
  - Павло Вінник — іноземець в шапочці
  - Олександр Захаров — епізод
  - Лім-Су — Ямуші-сан
- Громадяни Чукотки: В. Аречайвун, Н. Аппа, І. Айметчергін, Л. Даугарова, Н. Ліляйнін, Ю. Єнок, Ю. Кочетагін, М. Такакава, Е. Рультинеут, Н. Рультитегіна, І. Омрув'є, Д. Коров'є , Н. Буліт, А. Тьо

У титрах не вказані:
- Тетяна Пан - дівчинка-чукча з косичками
- Михайло Іванов — американський чиновник, допитував Олексія і Храмова в Америці
- Саша Кавалеров — «Шпинь», петроградський безпритульний
- Анатолій Столбов — епізод

## Знімальна група
- Автори сценарію - Володимир Валуцький, Віктор Вікторов
- Постановка - Віталія Мельникова
- Головний оператор - Едуард Розовський
- Головний художник - Марксен Гаухман-Свердлов
- Режисер - Лев Махтін
- Оператори - М. Аврутін, Володимир Васильєв
- Композитор - Надія Симонян
- Монтажер - Зінаїда Шейнеман
- Редактор - Олександр Безсмертний
- Художник-гример - Василь Горюнов
- Художник по костюмах - Олександр Компанієць
- Асистенти:
  - режисера - В. Кравченко, Г. Мочалов
  - оператора - В. Тупіцин
  - художника - Л. Смєлова
  - з монтажу - Галина Корнілова
- Комбіновані зйомки:
  - Оператори - Олександр Зав'ялов, Георгій Сенотов
  - Художники — Борис Михайлов, Є. Владиміров
- Директор картини - М. Трухина

## Нагороди
- Приз ЦК ВЛКСМ «Алая гвоздика »творчому колективу на Всесоюзного тижня дитячого фільму (1968).

## Зйомки
Фільм став дебютним для режисера Віталія Мельникова.
Зйомки фільму проходили на двох натурних майданчиках: зимові - на Кольському півострові, неподалік від міста Апатити, а річні - на морському узбережжі Криму. Відповідний пейзаж - скелі і абсолютно пустелю узбережжя - знайшовся в районі Судака, в Лисячій бухті, поблизу Коктебеля. Проте, ледве висадившись на берег, режисер, оператор і художник тут же були арештовані прикордонниками. Як з'ясувалося в штабі, це пустельне місце є територією «дуже секретної ракетної бази». Однак творцям фільму вдалося умовити ракетників.
За сценарієм, чукчі відмовляються стріляти в людей, мотивуючи це тим, що «песець бити можна, людина стріляти не можна». Однак, чукчі вельми войовничий народ, збереглися відомості про їх наполегливих війнах з юкагирами, коряками і росіянами.
У титрах фільму вказано: + — ? Такої ролі у фільмі немає. Товариш Зюкін на екрані ні разу не з'являється, однак дуже часто згадується «начальником Чукотки», і творці фільму обіграли це, згадавши його в титрах.
У 1967 році фільм подивилися 15,7 млн глядачів.

## Технічні дані
- Видання на DVD: 2005 р. Серія: Антологія кінокомедії. Дистриб'ютор: Крупний План. звук: Dolby Digital 5.1. Формат зображення: WideScreen 16:9 (1.78:1).